# Jón Sigurðsson (1946–2021)
Jón Sigurðsson (ur. 23 sierpnia 1946 w Kollafjörður, zm. 10 września 2021) – islandzki polityk, nauczyciel i wykładowca, prezes banku centralnego (2003–2006), w latach 2006–2007 minister oraz przewodniczący Partii Postępu.

## Życiorys
Urodził się w rodzinie prawnika i nauczycielki. Ukończył szkołę średnią w Reykjavíku (1966) oraz studia z filologii islandzkiej i historii na Uniwersytecie Islandzkim (1969). Magisterium z edukacji i zarządzenia (1988) oraz doktorat (1990) uzyskiwał na kształcącej na odległość amerykańskiej uczelni Columbia Pacific University. Pracował jako nauczyciel oraz wykładowca, w latach 1978–1981 był redaktorem dziennika „Tíminn”. Później pełnił funkcje dyrektorka i rektora szkoły spółdzielczej w miejscowości Bifröst. W latach 2003–2006 był prezesem islandzkiego banku centralnego. W latach 2006–2007 sprawował urząd ministra przemysłu i handlu w rządzie, którym kierował Geir Haarde. W tych samych latach przewodniczył Partii Postępu.